# NGC 6346
NGC 6346 ist eine 14,6 mag helle elliptische Galaxie mit aktivem Galaxienkern vom Hubble-Typ E2 im Sternbild Drache am Nordsternhimmel. Sie ist schätzungsweise 405 Millionen Lichtjahre von der Milchstraße entfernt und hat einen Durchmesser von etwa 60.000 Lichtjahren.
Im selben Himmelsareal befinden sich u. a. die Galaxien NGC 6338, NGC 6345, IC 4649, IC 4650.
Das Objekt wurde am 13. Mai 1887 von Lewis A. Swift entdeckt.